# Спасские казармы
Спасские казармы (с 1920 года Перекопские казармы) — исторические казармы в Москве. Здания расположены по адресу: Садовая-Спасская улица, дом 1.

## История
Участок, ныне занятый казармами, принадлежал в XVIII веке графу И. С. Гендрикову. В 1760-х годах он построил на этом участке трёхэтажный дом, авторство проекта которого приписывается архитектору В. И. Баженову. С 1785 года в этом доме размещалась «Типографическая компания», которую возглавлял просветитель Н. И. Новиков.
В 1798 году дом графа Гендрикова был перестроен под артиллерийские казармы. В том же году появились ещё 4 каменных казарменных здания. Во время московского пожара 1812 года казармы серьёзно пострадали. В 1828—1829 годах на гауптвахте Спасских казарм за сочинение «возмутительных песен» был заключён поэт А. И. Полежаев. 
В 1842 году 4 сгоревших во время пожара казарменных корпуса были восстановлены. С 1904 года в казармах размещался Второй гренадерский Ростовский полк. В 1905 году солдаты полка избрали революционный комитет и арестовали офицеров. В начале Первой мировой войны в казармах разместился 192-й пехотный запасный полк. Во время Октябрьского вооружённого восстания 1917 года расквартированные в казармах солдаты участвовали в боях за установление советской власти. В 1920 году в честь победы под Перекопом казармы были переименованы в Перекопские. С 1926 по 1941 год в казармах размещались части 1-й Пролетарской дивизии, о чём напоминает мемориальная доска. После окончания Великой Отечественной войны в казармах разместились различные гражданские учреждения.